# Volo Turkish Airlines 1878
Il volo Turkish Airlines 1878 è stato un collegamento passeggeri internazionale dall'aeroporto di Milano-Malpensa, Italia, all'aeroporto di Istanbul-Atatürk, Turchia. Il 25 aprile 2015, l'aeromobile operante il volo, un Airbus A320, poco prima di toccare la pista effettuò un brusco rollio che causò un atterraggio molto duro. Ciò provocò danni sostanziali all'ala destra e un incendio. Venne avviata una riattaccata e l'aereo si posizionò per un secondo tentativo di avvicinamento, ma uscì di pista. Tutti i 102 passeggeri e l'equipaggio sopravvissero illesi; l'Airbus venne demolito a causa dei danni riportati.

## L’aereo
Il velivolo coinvolto era un Airbus A320-200, immatricolato TC-JPE e con numero di serie del costruttore 2941, denominato Gümüşhane. Volò per la prima volta il 18 ottobre 2006 e venne ridipinto nella livrea Star Alliance nel 2014. L'aereo è stato successivamente radiato e demolito.

## Incidente
Alle 10:23 ora locale (07:23 UTC) del 25 aprile 2015, l'A320 che operava il volo 1878 effettuò un improvviso rollio verso destra poco prima dell'atterraggio sulla pista 05 di Istanbul toccando terra violentemente da un'altezza di 100 piedi (30 m). Un duro atterraggio sul carrello principale destro venne seguito da un tailstrike. Ciò causò danni sostanziali all'ala destra, compresa la rottura delle linee del carburante.
L'aereo effettuò una riattaccata, salendo ad un'altitudine di 3 800 piedi (1 200 m). Durante l'avvicinamento per l'atterraggio sulla pista 35L, un passeggero notò che l'ala danneggiata era in fiamme. Durante il secondo atterraggio, alle 10:41 ora locale (07:41 UTC), il carrello destro dell'aereo cedette e il velivolo ruotò di quasi 180° fuori dalla pista. Il servizio antincendio e di soccorso dell'aeroporto intervenne spegnendo l'incendio. Tutti i passeggeri evacuarono l'aereo attraverso gli scivoli di emergenza. L'equipaggio dichiarò che la turbolenza di scia di un Boeing 787 atterrato davanti a loro potrebbe essere stata la causa del rollio e del contatto con la pista.
A seguito dell'incidente, l'aeroporto venne temporaneamente chiuso e i voli dirottati verso l'aeroporto Internazionale Sabiha Gökçen o altri aeroporti vicini. Turkish Airlines ha cancellato 95 voli da Istanbul.

## Le indagini
La Direzione generale dell'aviazione civile è responsabile delle indagini sugli incidenti aerei in Turchia e ha avviato un'indagine.